# Parafia św. Marka Ewangelisty w Łodzi
Parafia pw. Świętego Marka Ewangelisty w Łodzi – parafia rzymskokatolicka znajdująca się w archidiecezji łódzkiej w dekanacie Łódź-Bałuty. Erygowana 1 X 1989 r.
Budowa kościoła rozpoczęła się 10 X 1990 r., zakończyła w 1996 r. 12 VII 1990 r. parafia otrzymała zgodę na postawienie tymczasowej wiaty w celu składowania materiałów budowlanych. Na podstawie tego zezwolenia rozpoczęto budowę kościoła. Autorem projektu jest arch. Roman Jałocha. Kościół konsekrowany w 1996 r. przez abpa Władysława Ziółka. Od 1 sierpnia 2018 r. parafię objęli Redemptoryści.

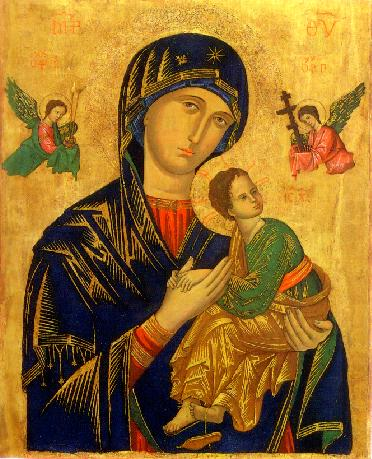
Obraz Matki Bożej Nieustającej Pomocy

W kościele znajduje się kopia wizerunku Matki Bożej Nieustającej Pomocy, patronki smutnych i potrzebujących. 
Matka Boża namalowana jest na złotym tle, widzimy ją z Jezusem Chrystusem na lewej ręce, natomiast prawą ręką wskazuje na Syna. Na obrazie widoczni są także archaniołowie – Michał (po lewej stronie) i Gabriel.